# بوتونیه
بوتونیه (به صربی: Botunje) یک روستا در صربستان است که در Pivara Municipality واقع شده‌است.